# 효자 김익생 정려
효자 김익생 정려는 충청남도 아산시 도고면에 있다. 2006년 3월 7일 아산시의 향토문화유산 제6호로 지정되었다.

## 개요
정려는 밭의 일부를 정지하고 시멘트로 넓게 장방형의 구획을 한 다음 높은 기단을 구축하고 정ㆍ측면 1칸으로 건립하였다. 정려 사면의 하단부는 벽을 쌓고, 윗부분은 홍살을 둘렀다. 처마는 겹처마이고 맞배지붕을 올렸으며 측면에 방풍판을 설치하였다. 정려 주위로 돌담이 둘러져 있다. 내부에는 영조 조에 동부승지를 역임한 임광필(林光弼, 1682∼1743)이 1741년에 쓴 비각기가 걸려 있고, 그 아래에 두 개의 비가 세워져 있다. 1739년(영조 15)에 세워진 좌측 비석은 거북이를 모방한 듯한 방형의 대좌를 놓고 그 위에 규형의 비신을 세웠다. 비신의 내용은 '『李子金益生之閭』永樂 三年 三月 日立, 崇禎 後再己未 三月 日 改建'이다. 1980년에 새로 세운 비석은 방형의 대좌 위에 오석의 비신을 세우고 팔작지붕의 이수를 올리고 있다. 여기에는「李子 資憲大夫禮曹判書 省齋金生先生益生之閭 1980年 5月 日」이라 썼다. 한편 신비의 측ㆍ후면에는 김익생의 명정 내용을 기록하고 있는바 내용은 앞에 설명한 것과 같다.